# 大連科技学院

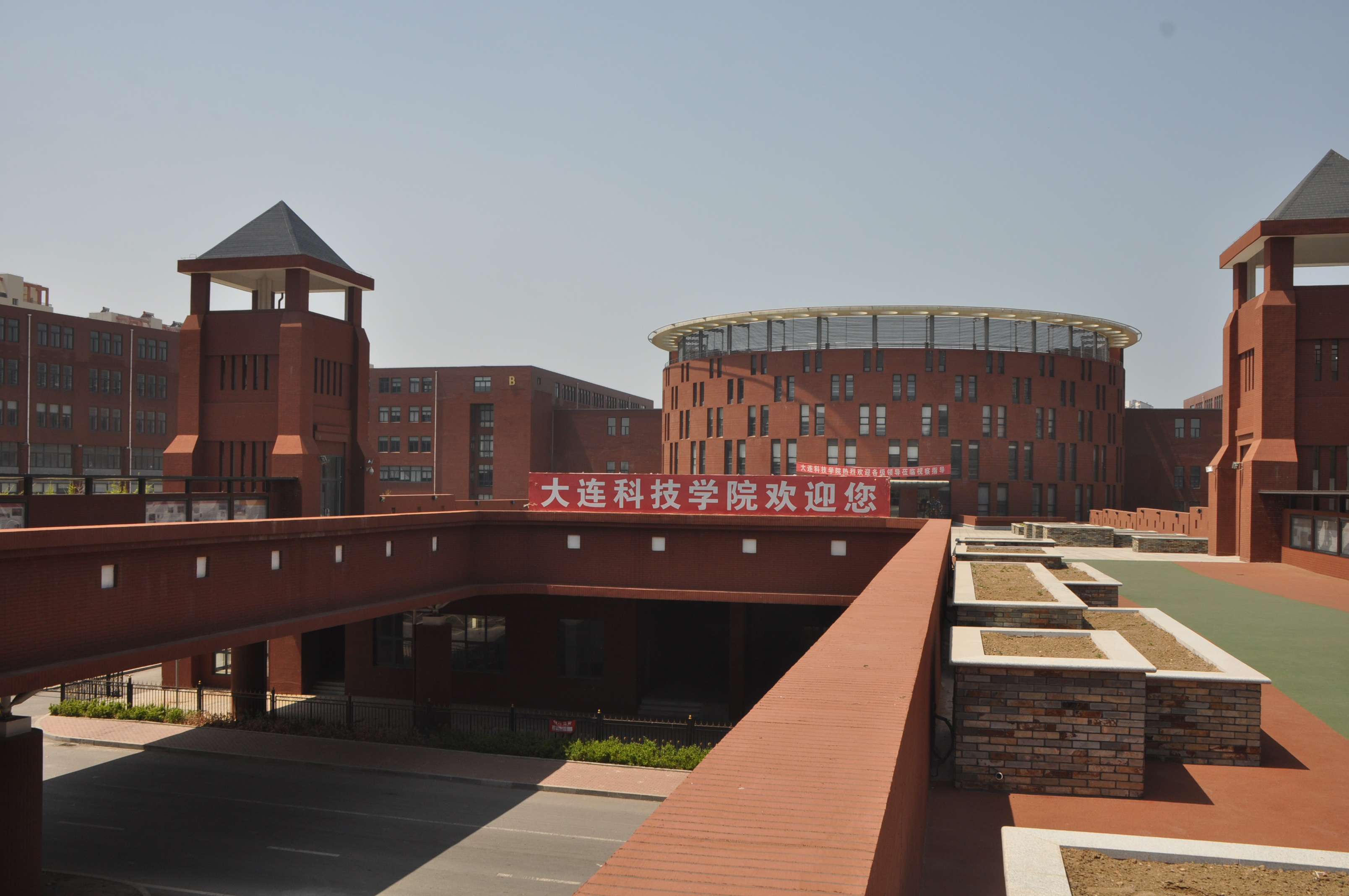
大連科技大学（中国・大連）

大連科技学院（だいれんかぎがくいん、中国語: 大连科技学院、英語: Dalian Institute of Science and Technology）は、中国遼寧省大連市旅順口区に存在する大学である。

## 概要
2002年7月に遼寧省教育部の認可で大連鉄道学院の情報技術学部（信息工程学院）として始まり、2003年12月に教育部の認可で大連鉄道学院と大連陽光世紀集団の共同投資の独立学院となった。2011年には完全に独立して大連科技学院（科技は科学・技術の意味）と改名している。

## 学部
現在、機械工学系、電気工学系、信息（情報）科学系、管理工程系、外語系（日本語・英語）、芸術系、交通運輸系、軟件技術学院などの学部がある。中国全土から入学しており、学生数は約7000人。国際合作・交流学院では、アメリカオハイオ州のライト州立大学などとの交流が盛んである。
職員宿舎兼中国語文化センター「大連国際陽光書香院」があり、海外、特に日本で定年退職後に留学し、短・長期滞在する「老人大学」を2005年から2013年にかけて開催していたが、現在は休止している。日本人が滞在していた居住スペースは、現在では学生の寮になっている。

## 連絡先
住所は、編碼115062 大連市旅順経済開発区濱港路999-26号、電話は0411-8624-5011。

## 交通
軽軌202路延伸線の旅順開発区管理委員会（旅順新港）バス停または旅順バスステーション（旅順汽車站）から、大連旅順公共バス18路（旅順開発区管理委員会＝旅順新港站～和平公園站～信息学院站～軟件学院站～火車站～旅順汽車站）に乗って、信息学院バス停で下車。